# Katedra św. Trójcy w San Jose
Katedra św. Trójcy (ang. Trinity Cathedral) – zabytkowa katedra w mieście San Jose, w stanie Kalifornia, przy St. James Parku. Jest siedzibą episkopalnej diecezji El Camino Real.

## Historia
Kościół został wzniesiony przez kapitana Johna W. Hammonda w 1863 roku. W 1876 roku obiekt przebudowano, dzięki czemu pojemność kościoła uległa podwojeniu. W 1884 roku dobudowano kolejne pomieszczenia kościelne oraz dzwonnicę.

## Architektura
Katedra neogotycka, zbudowana w nurcie zwanym gotykiem stolarskim (ang. Carpenter Gothic), wzniesiona z drewna. 

## Galeria

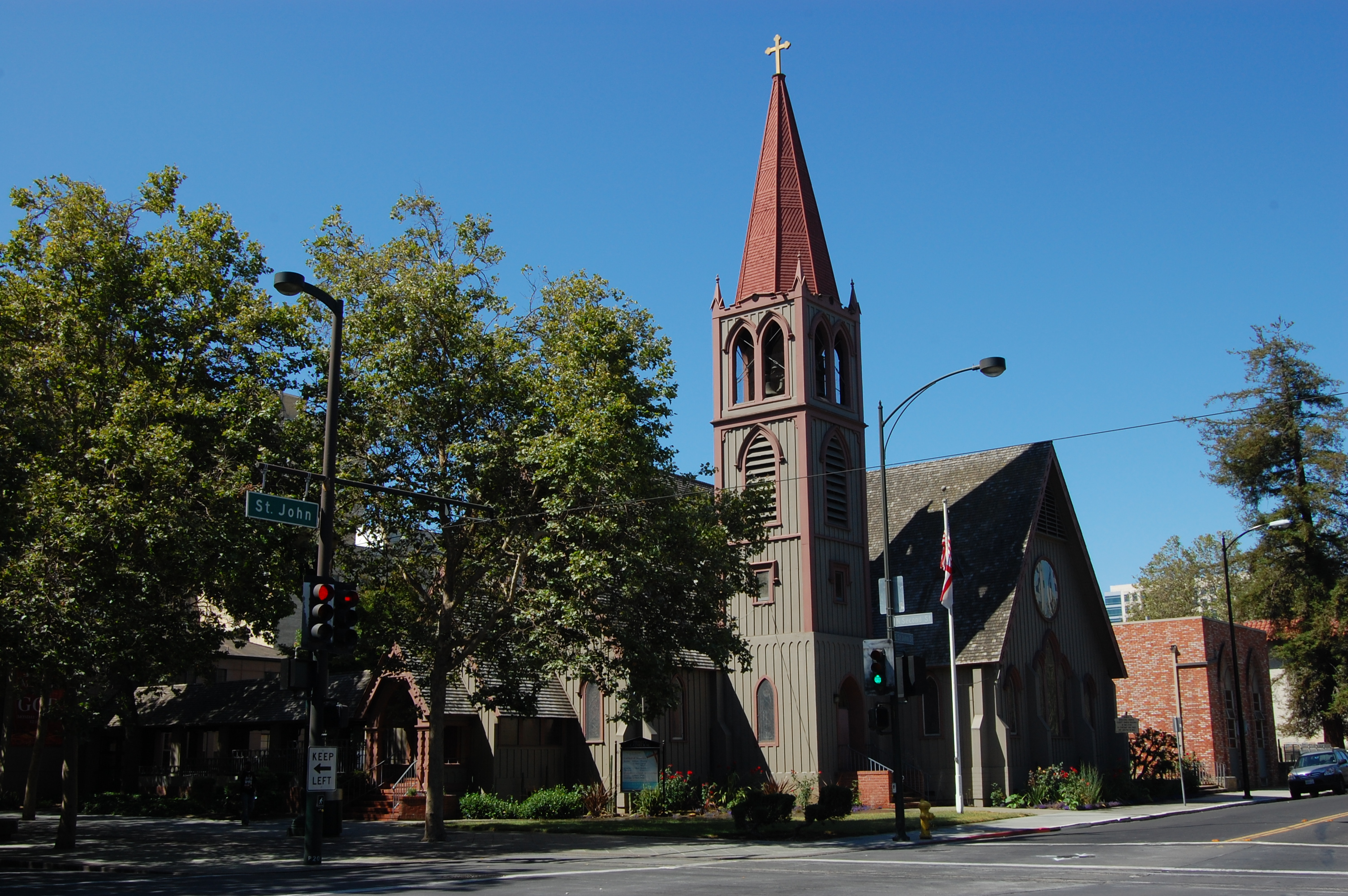
Widok z północnego wschodu
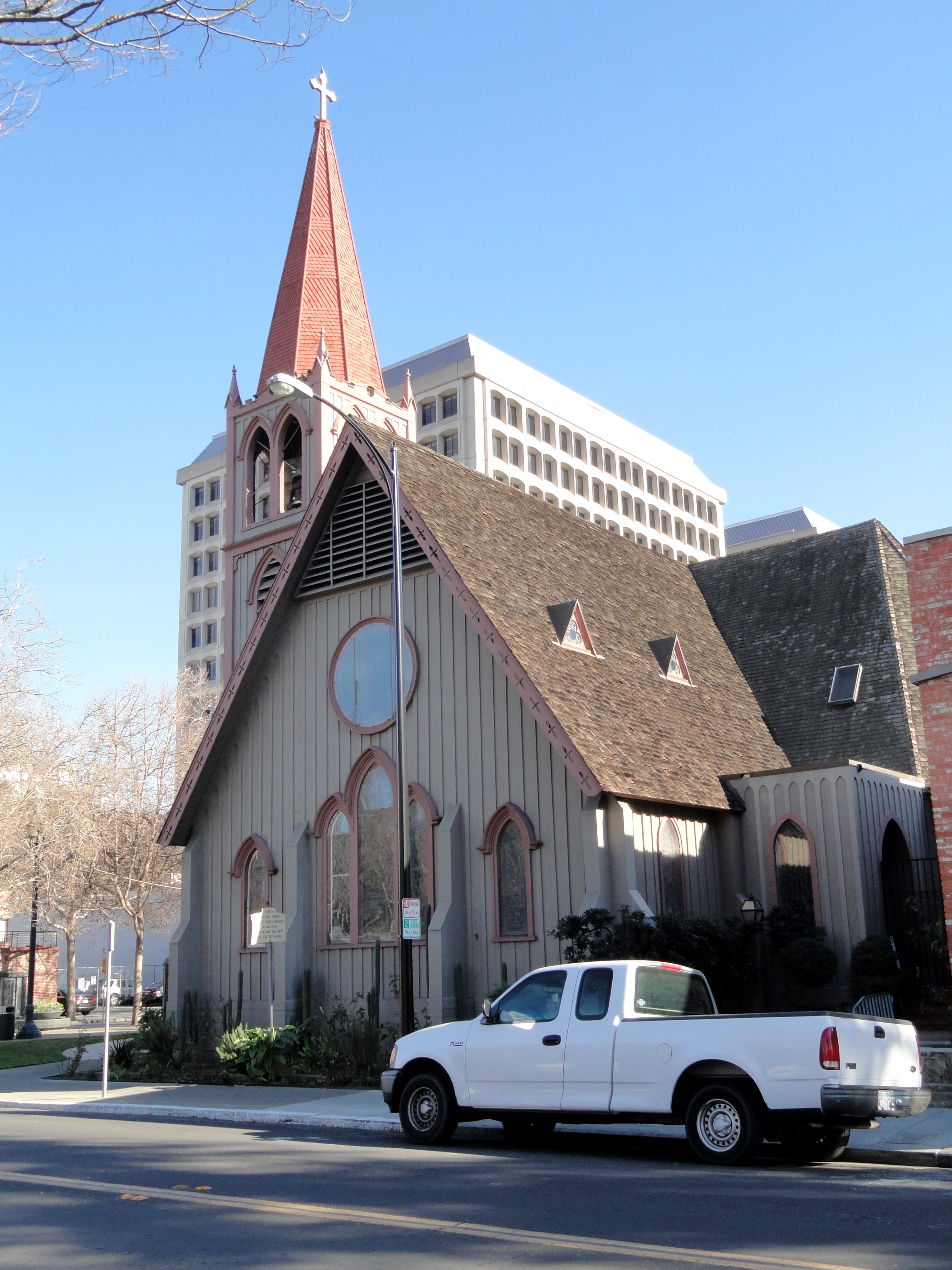
Widok z północnego zachodu
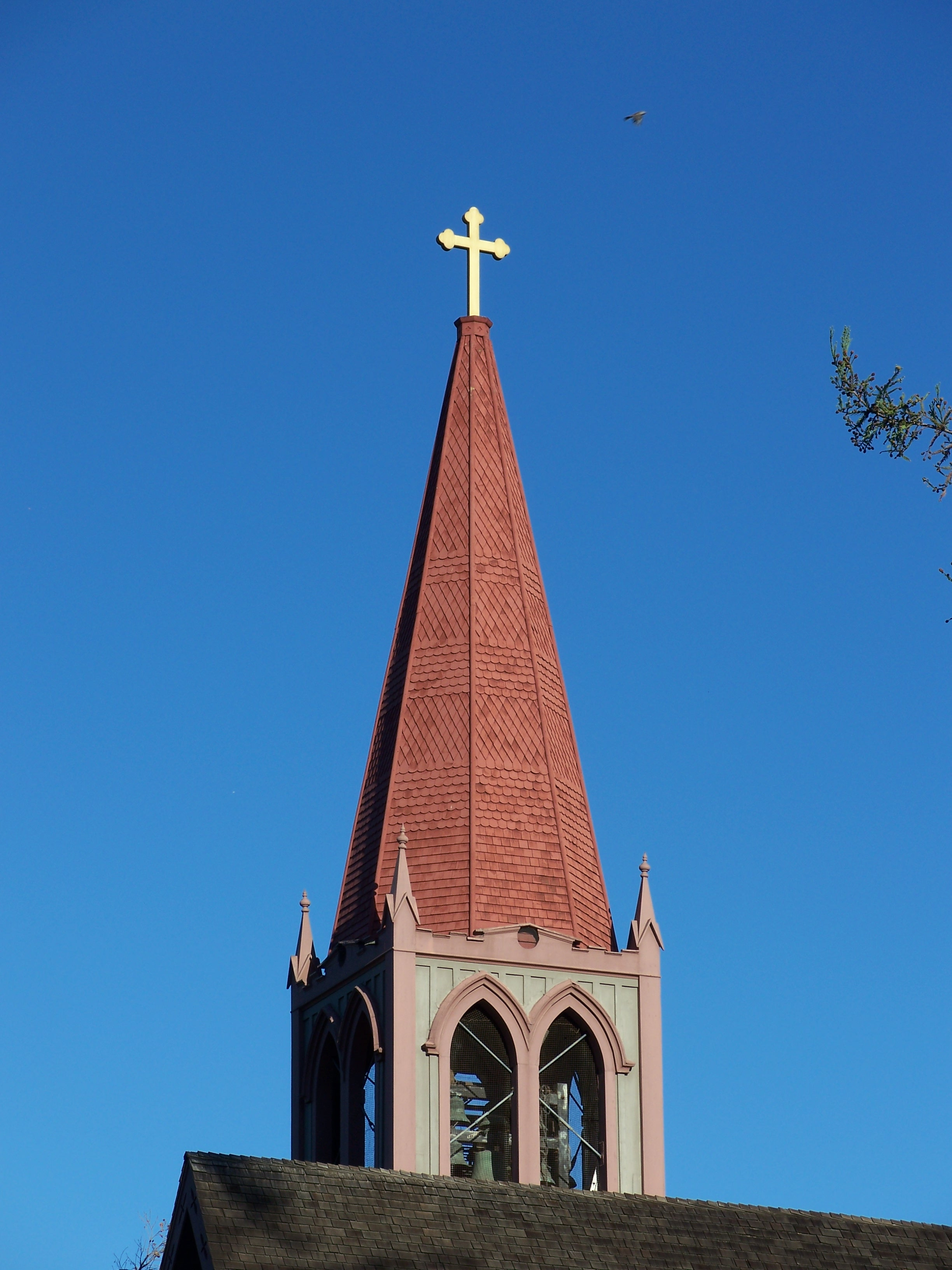
Hełm wieży